# Melanodrymiidae
Melanodrymiidae zijn een familie van weekdieren uit de klasse van de Gastropoda (slakken).

## Geslachten
- Leptogyra Bush, 1897
- Leptogyropsis B. A. Marshall, 1988
- Melanodrymia Hickman, 1984
- Xyleptogyra B. A. Marshall, 1988